# Hjalmar Sjöholm
Karl Hjalmar Sjöholm, född 31 december 1888 i Lundby socken, Västergötland, död 2 juni 1972, var en svensk skeppsbyggnadsingenjör och ämbetsman.
Hjalmar Sjöholm var son till Johan Sjöholm. Efter skolgång i Göteborg började han 1905 vid Chalmers tekniska läroanstalt, från vars skeppsbyggeriavdelning han 1912 utexaminerades. Han praktiserade 1913 hos New York Shipbuilding Co. i Camden och Cramp's Shipyard i Philadelphia och 1914 vid Earles Shipyard i Hull. 1915–1918 var han ingenjör vid AB Götaverken i Göteborg. Han övergick därefter i statlig tjänst och blev 1918 andre fartygsinspektör i Göteborgs distrikt samt 1922 förste fartygsinspektör där. 1924 utnämndes han till förste byråinspektör i Kommerskollegium och var från 1936 kommerseråd och chef för kollegiets fartygsinspektionsbyrå. 1927–1936 var han även besiktningsman i Det Norske Veritas. Sjöholm erhöll flera officiella uppdrag, bland annat som Sveriges ombud vid en lång rad internationella konferenser rörande sjöfart med mera samt som ledamot av fartygsuttagningskommissionen från 1935, av 1939 års sjöfartsskyddsutredning och av 1941 års isbrytareutredning. Vidare tillhörde Sjöholm styrelsen för Sjökarteverket 1937–1943 och för Statens skeppsprovningsanstalt från 1948. Vid internationella sjösäkerhetskonferensen i London 1948 var han svensk ombud och ordförande i konstruktionskommittén. Han blev 1949 ordförande i Svenska teknologiföreningens avdelning för skeppsbyggnadskonst och flygteknik. Bland hans skrifter märks Konsekvenser för redares vidkommande av 1930 års lastlinjekonvention (1932), Motorseglarnas betydelse för sjöfarten (1945) samt handboken Säkerhetsbestämmelser för fartyg (1945, ny upplaga 1952), en sammanfattning av gällande sjöfartslagstiftning och dithörande förordningar.